# مقهى الشابندر

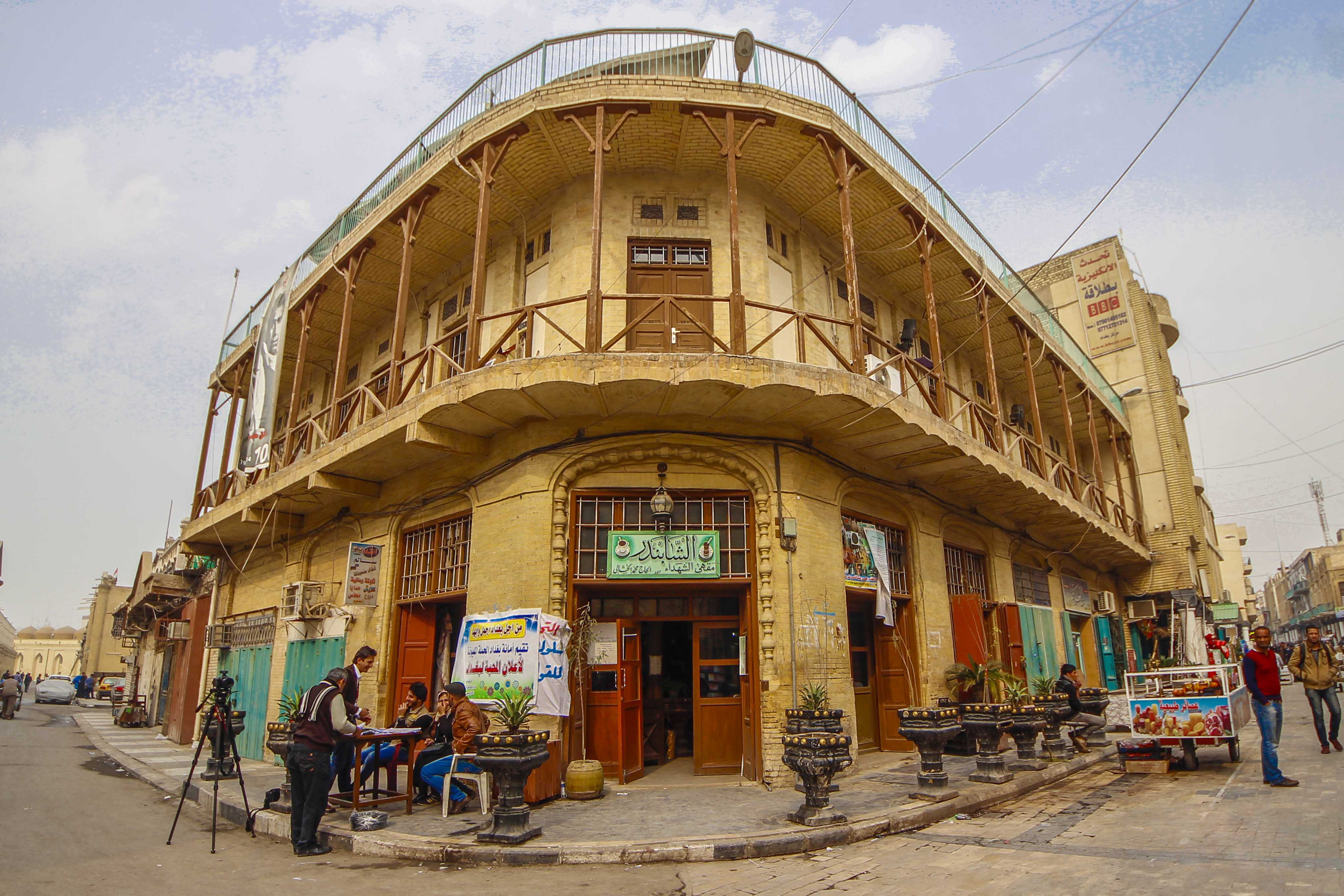
صورة لمقهى الشابندر في عام 2016

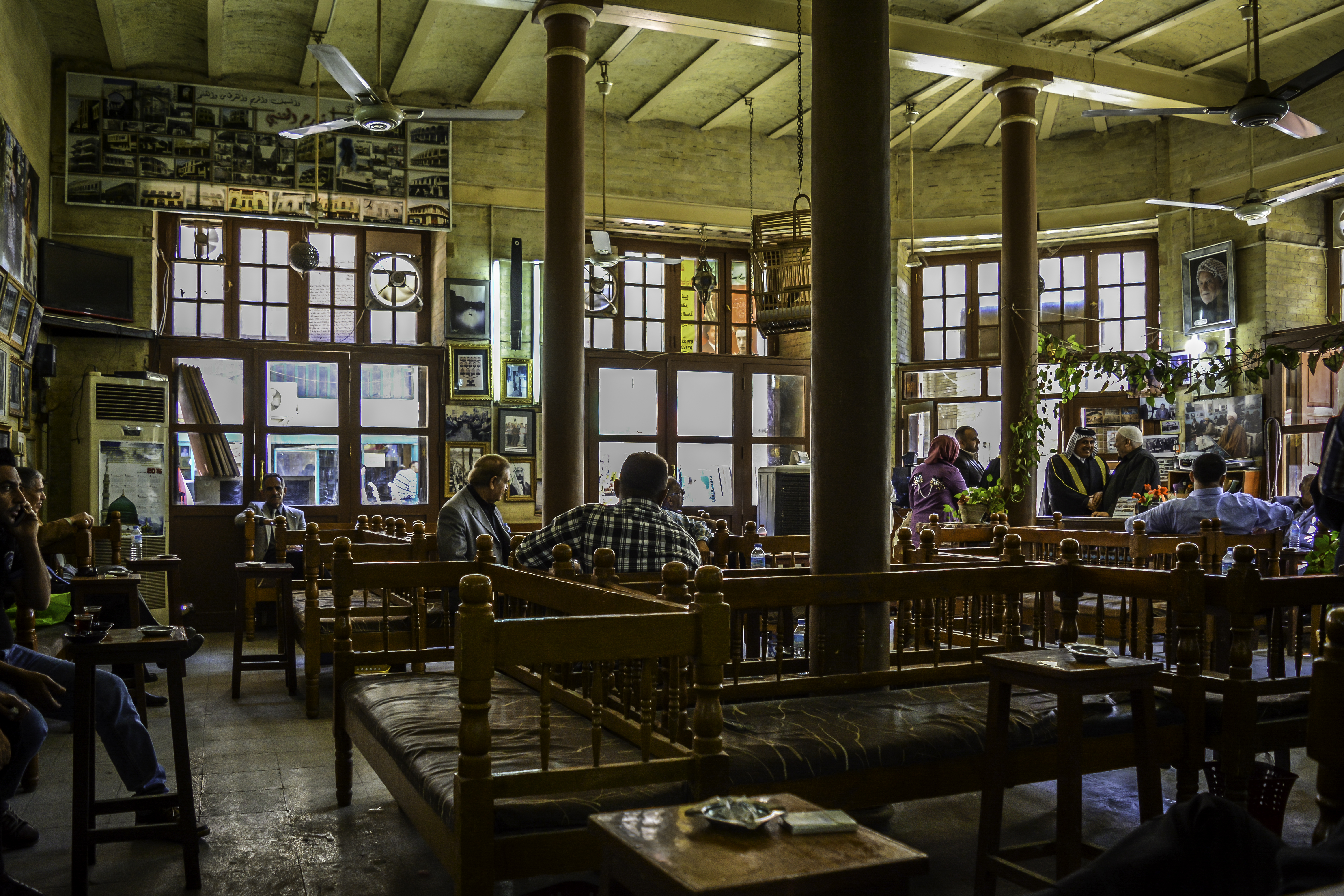
مقهى الشابندر من الداخل

مقهى الشابندر هو من أشهر المقاهي القديمة في بغداد، ويقع في نهاية شارع المتنبي قرب مبنى القشلة (المدرسة الموفقية سابقًا)، ومبنى المقهى كان سابقًا «مطبعة الشابندر» التي أسست عام 1907 وكان يملكها موسى الشابندر، الذي أصبح وزيرا للخارجية في زمن الملكية عام 1941 في وزارة رشيد عالي الكيلاني. وأصبح الآن من الأندية الأجتماعية المهمة في بغداد، ويعتبر أحد المعالم الثقافية المهمة في العراق، ويتداول فيه الحديث عن الثقافة والفن والشعر والسياسة. ويَتردد عليه عامة الناس والتجار والموظفون والأدباء، وكان يَتجمع به السياسيين والمثقفيين العراقيين، وأدار المقهى الحاج محمد الخشالي الذي أفنى أكثر من 55 عاما من عمره فيهِ بعد استلامه لإدارته عام 1963 حتى وفاته عام 2025.
ولقد تدمّر 70% من أجزاء المبنى في تفجير إرهابي عام 2007، لكن جرى ترميمه وأعيد افتتاحه من جديد، ولقّب بعد ذلك بمقهى الشهداء نتيجة للحادث الإرهابي الذي أودى بحياة أولاد محمد الخشالي الأربعة مع حفيده.

## الاسم
سَمي هذا المَقهى بأسم الشابندر نسبة إلى أسرة الشابندر وهي إحدى العوائل البغدادية القديمة التي عُرفت بالغنى والجاه، وكانت تَعمل في مجال التجارة والسياسة.

## الطراز
طراز مبنى هذا المقهى مُطرز بالطراز المعماري البغدادي الأصيل وهو مُشيد بالطابوق والجص، وينفرد هذا المبنى بفخامته وشكله من حيث التصميم والهندسة، ويعتبر من أعرق المقاهي في العراق.

## التاريخ

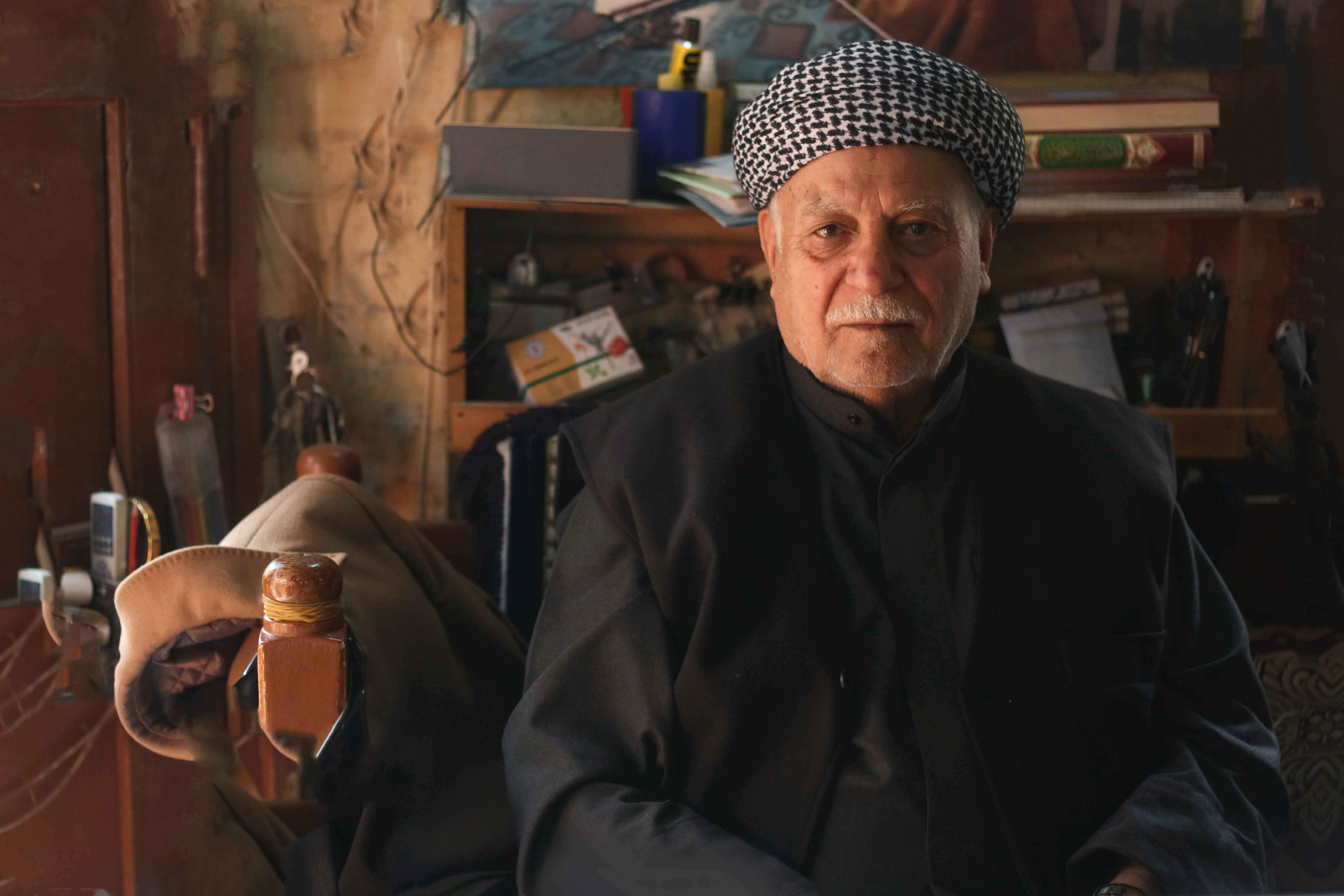
محمد الخشالي صاحب مقهى الشابندر

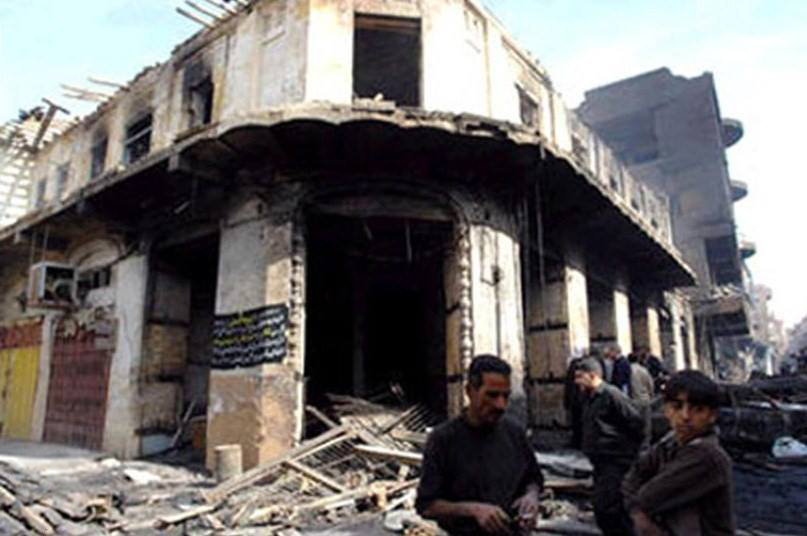
صورة لتفجير مقهى الشابندر 2007

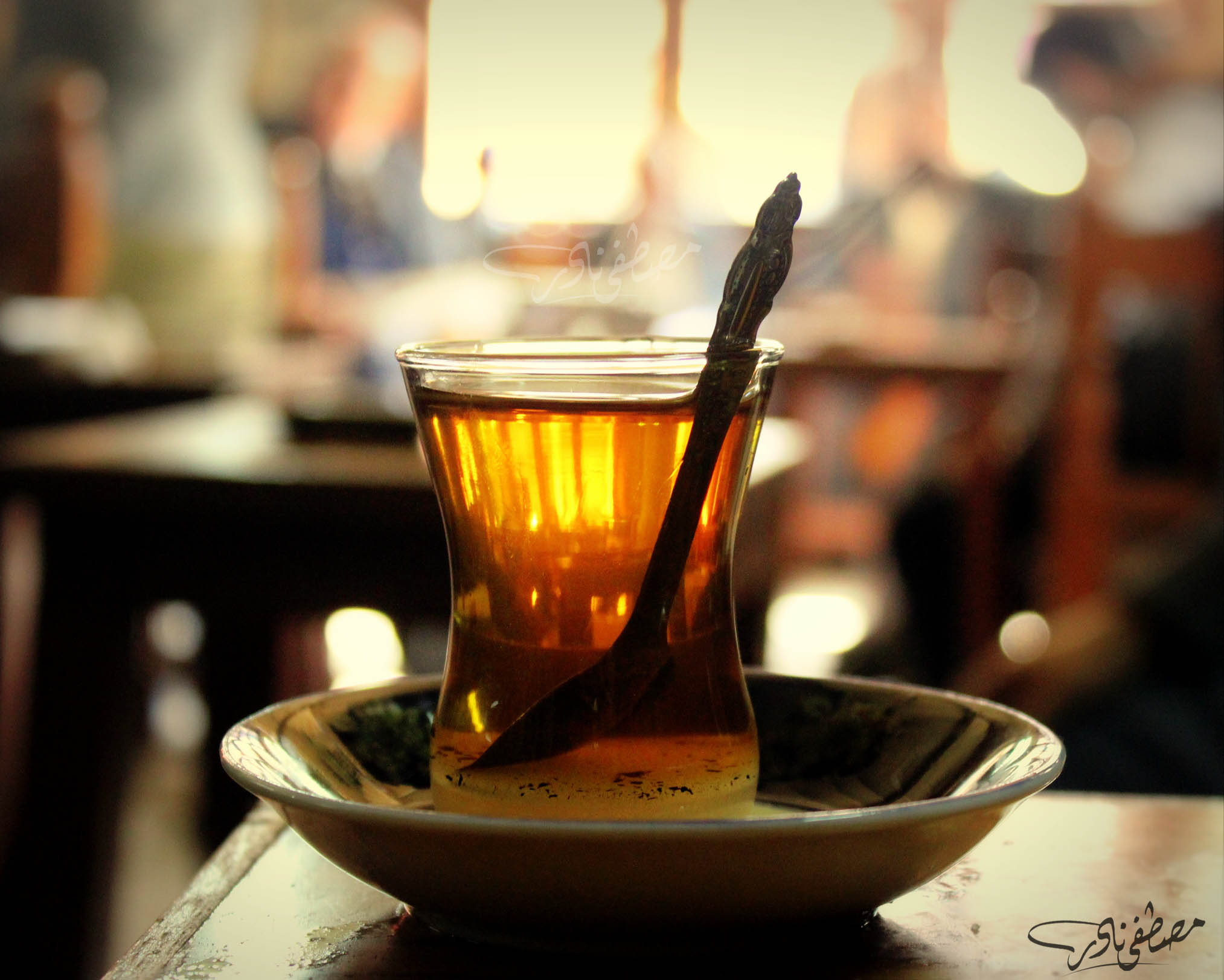
صورة لقدح الشاي داخل مقهى الشابندر عام 2011

قال صاحب المَقهى محمد الخشالي أن المَقهى تأسس عام 1917 لكن تاريخ بناؤه أقدم من ذلك فهذا المبنى كان في السابق مَطبعة لطبع الكتب، وأن المؤسس لهذا المَقهى هو محمد سعيد الجلبي الذي بناه على رُكام مَطبعة موسى الشابندر والتي بُنيت بين عام 1907 وعام 1914 وقَد نُفي موسى الشابندر إلى خارج العراق بسبب بعض الوشايات غير الصحيحة من قبل بعض التجار، وبعد وفاة صاحب المَقهى إلتزم أبنه محمود الجلبي المطبعة والمقهى وأعادة تفعيلها من جديد.
وقد قال الخشالي أن المَقهى كان يرتاده كَبار الموظفين والمسؤولين في الدولة العراقية كمثل نوري سعيد وعبد الكريم قاسم والملك فيصل والنواب والوزراء وخصوصاً في زمن المملكة العراقية.
وقال الخشالي أن المقهى كان مُنطلق للعديد من المُظاهرات والأحتجاجات التي مر بها البلد في القرن العشرين كمظاهرة التنديد بمعاهدة بورتسموث عام 1948.
وقال الخشالي: إن مقهى الشابندر يختلف كثيرا عن المقاهي الأخرى، فهو بمثابة المنتدى الدائم للثقافة والفكر والفن والسياسة، وبعيدا عن ألعاب التسلية التي تنتشر في المقاهي الأخرى، فأبوابه مفتوحة للجميع من الذين يريدون الاستفادة من الأدب والثقافة والسياسة.
وقال أحد رواد المَقهى الشاعر كاظم عبد الله العبودي أن المَقهى كان مكاناً لمخابز العثمانيين في فترة أحتلالهم للبلاد بسبب قربه من المواقع الحكومية، إلا أنه تحول إلى مقهى للأدب والكتب.

### تفجير المقهى 2007
في عام 2007 أثناء أحداث العنف الطائفي في العراق، حدث تَفجير مَقهى الشابندر في شارع المُتبني، لكنه أفتتح في وقت لاحق وجرى تَرميم أثار الدمار التي لَحقت به.
ويقول صاحب المقهى محمد الخشالي إن “الرغبة الشديدة في إبقائه كمركز جذب ثقافي والمحافظة على معالمه وهويته الثقافيتين منذ أكثر من 80 عاما، دفعتني للتغلب على المصاعب التي واجهتني بعد حادث التفجير الذي دفعت ثمنه خمسة من أبنائي”.
وقد قُتل في الحادث خمسة من أبناء الخشالي من بينهم حفيده.

## معرض الصور

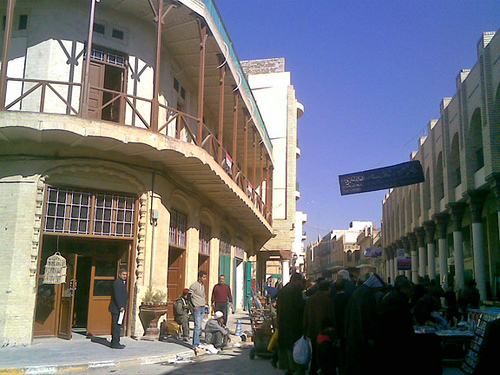
مَقهى الشابندر في شارع المتنبي عام 2009 بعد ترميمه.
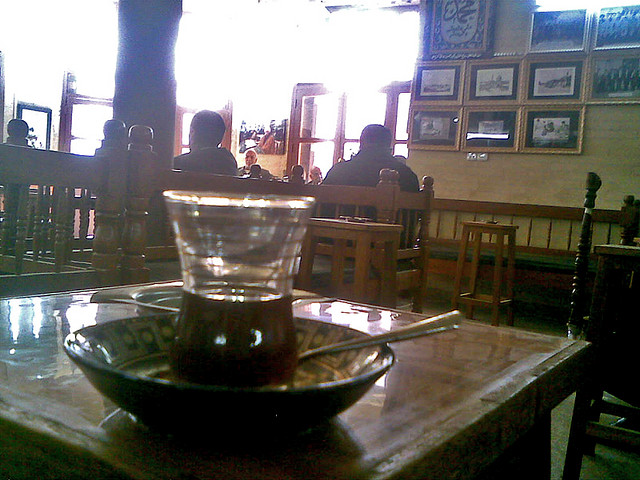
صورة لكوب الشاي الذي يُقدمه المَقهى من داخل المَقهى.